# Baidu
Ne pas confondre avec Beidou, système de géolocalisation par satellite.
Baidu (chinois simplifié : 百度 ; pinyin : Bǎidù) est une entreprise Internet chinoise. Son moteur de recherche en chinois peut chercher du texte et des images. En juin 2013, c'est le site le plus consulté de Chine et, en 2019, c'est le troisième site le plus consulté au monde. En 2023, l'entreprise propose un index de plus de 3 milliards de pages web. Elle participe activement à la communauté du logiciel libre, notamment dans le domaine de l'intelligence artificielle.
En avril 2025, baidu.com est le quinzième site web le plus visité au monde.

## Nom
Baidu signifie « Cent degrés » en chinois.
Le nom « Baidu » vient d'une phrase d'un poème chinois intitulé Une table de jade vert au festival de la Lanterne et écrit il y a plus de 800 ans (dynastie Song) par Xin Qiji :
« L'ayant cherchée des centaines et des milliers de fois parmi la foule, revenant soudain par hasard sur mes pas, je la trouve là, au plus sombre de la lueur des chandelles. »
« Baidu » signifie « des centaines de fois » en chinois, en référence à la « recherche continuelle de l'idéal » décrite par le poème.

## Histoire
Fondé par Li Yanhong (李彦宏) et Eric Xu (徐勇) en janvier 2000 à Pékin, dans le quartier de Zhōngguān Cūn (中关村), Baidu est devenu très rapidement le numéro 1 grâce à sa technologie de recherche en mandarin. Face à Google, son slogan est « Baidu connaît mieux le chinois ».
Baidu a été introduit en bourse au Nasdaq de New York et ses premières cotations ont affolé le marché, passant en quelques heures de 27 à plus de 122 dollars, soit une progression de 354 %. Aujourd'hui, Baidu traite plus de 200 millions de recherches. Les services de Baidu comprennent recherche web, actualités, images, musiques, forums, questions/réponses.
Baidu suit les consignes du ministère de la sécurité publique (公安部信息网络安全 Gōng'ānbù xìnxī wǎngluò ānquán) et filtre les questions comme les réponses. Du 28 avril au 3 mai 2008, les recherches contenant « 家乐福 » jialefu (Carrefour, les hypermarchés français, très implantés en Chine) recevaient pour réponse « Cette recherche n'est pas autorisée actuellement », alors que se préparaient des manifestations non officielles contre les symboles de la France, notamment une journée de boycott de Carrefour le 1er mai, après les incidents du relais de la flamme olympique 2008 et les manifestations pro Tibet[réf. nécessaire]. Très obéissant aux ordres de la censure, Baidu est aussi plus prompt à proposer des liens de téléchargements quasi illégaux[Quoi ?] (MP3, DivX...).
En 2005, Baidu compte 115 millions d'utilisateurs.
L'entreprise est en pleine croissance. Après avoir compté 6 000 employés en 2006, elle a atteint plus de 10 000 en 2010.
Jusqu'en 2009, le moteur proposait d'acheter une place privilégiée dans les résultats sans pour autant avertir qu'il s'agissait de publicité de telle sorte que le site a fini par faire apparaître des distributeurs illégaux de médicaments en tête de classement, et s'est retrouvé au centre d'une tempête médiatique. Il s'en est ensuivi une perte de crédibilité auprès des internautes chinois, mais Baidu est resté la référence locale, et a depuis fait son mea culpa et modifié ses pratiques en vue d'une nouvelle respectabilité, nécessaire pour s'ouvrir à l'international.
Le 4 juillet 2011, Microsoft et Baidu officialisent leur partenariat dans le domaine de la recherche sur Internet. Du fait de cet accord, les mots-clés en anglais saisis sur le moteur de recherche chinois livreront les résultats proposés par le Bing anglophone. Cet accord permet à Bing de s'ouvrir sur le marché chinois (même si ce n'est pas visible par l'internaute chinois) et à Baidu de se diversifier à l'international et de densifier ses activités.
Le 22 février 2011, China Telecom (中国电信) et l'agence de presse Chine nouvelle (新华), lancent un nouveau moteur de recherche nommé Panguso (盘古搜索), dans un contexte où d'après l'étude du site de consultants, Greenlight, Baidu est le premier moteur de recherche avec 73 % des requêtes en Chine et le second, Google, obtient 24 % des requêtes.
En octobre 2014, Baidu acquiert une participation dans l'entreprise brésilienne Peixe Urbano, spécialisé dans la vente internet promotionnelle, pour un montant inconnu.
En 2016, le porte-monnaie électronique développé par Baidu compte 90 millions de comptes actifs. L'entreprise vaut 10 milliards de dollars au NASDAQ.
En janvier 2017, Baidu a nommé Qi Lu, l'ancien vice-président de Microsoft, en tant que président du groupe et directeur opérationnel, qui sera chargé du développement de l'intelligence artificielle.
En avril 2018, Baidu annonce la vente d'une participation majoritaire dans sa filiale spécialisée dans les services financiers Baidu FSG pour 1,9 milliard de dollars, à des fonds d'investissements. Baidu ne gardant qu'une participation de 42 % dans cette filiale, qui changera de nom pour Du Xiaoman Financial.
En mai 2018, dans un contexte de censure de l'Internet chinois, 300 acteurs du web se regroupent en une fédération pour soutenir les « valeurs centrales du socialisme » et donc du Parti communiste au pouvoir. Robin Li (patron de Baidu), Jack Ma (patron d'Alibaba) et Pony Ma (patron de Tencent) en sont nommés vice-présidents.
En juin 2020, Baidu rejoint l'Open Invention Network (OIN), dont le but est de déposer des brevets et de les mettre à disposition de la communauté du logiciel libre, contre toute tentative d’affaiblissement du système d’exploitation Linux. La société utilise et participe à différents projets libres et open source, dont, dans le domaine de l'intelligence artificielle, TensorFlow, Keras et Theano. 
Elle a également lancé des projets open source, tels que Apollo autour des véhicules autonomes, et PaddlePaddl, une plateforme de deep learning open source permettant à des développeurs de tous niveaux de créer et de déployer des applications d'intelligence artificielle, tant en mode graphique statique que dynamique, et offrant une grande variété de modèles et d’outils nécessaires au traitement du langage naturel, à la vision par ordinateur, aux approches multimédia, etc. PaddlePaddl permet l'entraînement et l'inférence à grande échelle,,. PaddlePaddle est (avec Wexin) la plate forme support d'une conférence organisée annuellement par le Centre national d’ingénierie de la technologie et de l’application du deep learning en Chine, qui porte sur les avancées du secteur de l'apprentissage profond
En novembre 2020, Baidu annonce l'acquisition de JOYY, entreprise spécialisé dans le streaming, pour 3,6 milliards de dollars.
Le 27 décembre 2021, Baidu ouvre son application de métavers (monde parallèle virtuel), similaire au métavers de Facebook, même si l'entreprise chinoise assure avoir travaillé sur ce projet avant l'annonce du géant américain.
En 2023, l'entreprise propose un index de plus de 3 milliards de pages web. En septembre de la même année, le moteur de recherche lance son chatbot basé sur son modèle d'IA générative, GenAI Ernie.

## Actionnaires
Liste des principaux actionnaires en janvier 2025:
| PRIMECAP Management Co.                 | 4,25% |
| Dodge & Cox                             | 2,06% |
| Black Creek Investment Management, Inc. | 1,07% |
| Orbis Investment Management Ltd.        | 1,04% |

## Baidu Japon
Baidu a annoncé son entrée sur le marché de la recherche en décembre 2006, et la version bêta, Baidu Japon est en ligne depuis le 20 mars 2007. Fort de ses techniques de recherche dans les textes constitués de caractères chinois, japonais et coréens, Baidu a utilisé ces atouts pour reproduire sa réussite au Japon.
Baidu.jp est censuré en Chine continentale. La raison officielle est l'absence de filtrage des réponses concernant les sites pornographiques japonais.

## Baidu Baike
En mai 2006, Baidu a lancé une encyclopédie collaborative en ligne inspirée de Wikipédia, la version chinoise faisant à l'époque l'objet d'un blocage par Pékin. Ce nouveau service, baptisé Baidu Baike (litt."Baidu encyclopédie"), est fortement censuré pour éviter d'offenser le gouvernement chinois. Wikipédia était devenu de plus en plus populaire en Chine avant son blocage en 2005. 
En septembre 2009, Baidu Baike comptait 1,5 million d'articles (contre 3 millions pour Hudong, et 270 000 pour Wikipédia en chinois). Et en avril 2011, trois millions d'articles étaient disponibles[réf. nécessaire].